# Las 25
Las 25 es uno de los sectores que forman la ciudad de Cabimas en el estado Zulia, pertenece a la parroquia Carmen Herrera.

## Ubicación
Se encuentra entre Guavina al norte (calle Cumaná), Miraflores (Cabimas) al oeste, Concordia (Cabimas) al este y Campo Blanco al sur (av Miraflores).

## Zona Residencial
Las 25 es un pequeño sector separado de Miraflores por un desagüe, con sólo 3 salidas, a Concordia, a la Cumaná y a la Miraflores. Está ocupado por algunas de las residencias más costosas de la ciudad incluso las primeras con cerca eléctrica. Las 25 tiene reductores de velocidad (policías acostados) para regular el tráfico interno. Su nombre probablemente deriva de la cantidad de casas originales al igual que las 40's y las 50's, con las que no tiene relación. El estadio y el Club la Salina son considerados Concordia.

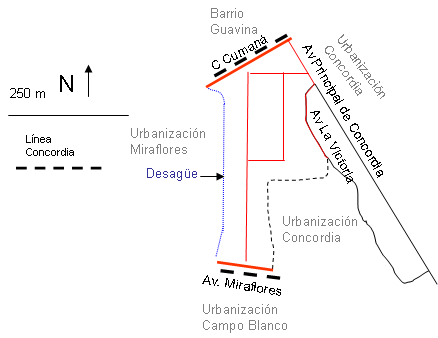
Las 25